# Moosstraße

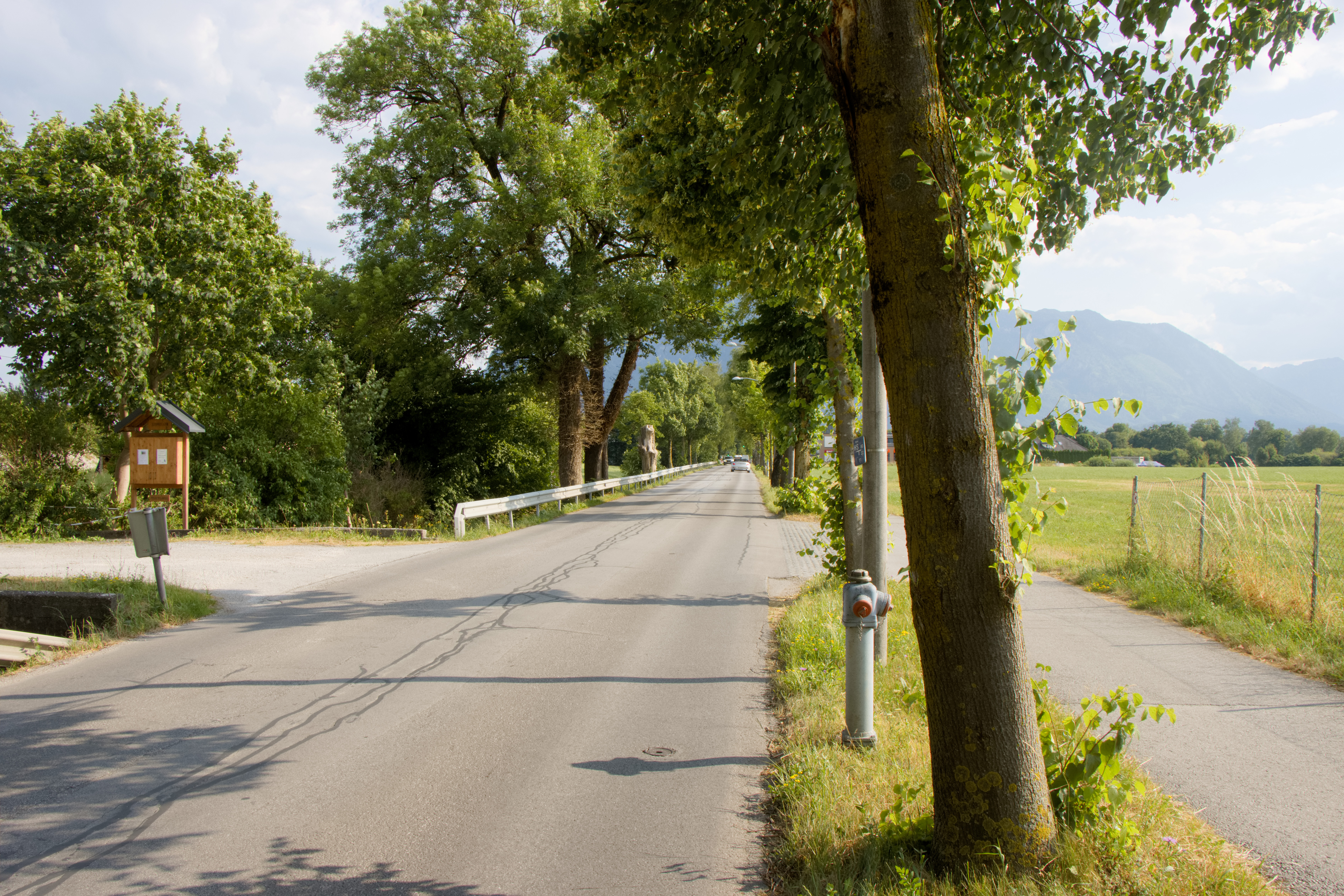
Die Moosstraße im Bereich Obermoos stadtauswärts

Die Moosstraße ist eine heute innerstädtische Straße in den Salzburger Stadtteilen Riedenburg und Leopoldskron-Moos. Sie verbindet die Stadt mit Ortsteilen der südlich von Salzburg gelegenen Gemeinde Grödig. Entstanden ist die Straße als Wirtschaftsweg im Zuge der Entwässerung des dortigen Mooses und des beginnenden Torfabbaus im 18. Jahrhundert. Die rund fünf Kilometer lange Allee ist als Geschützter Landschaftsteil ausgewiesen.

## Lage und Beschreibung

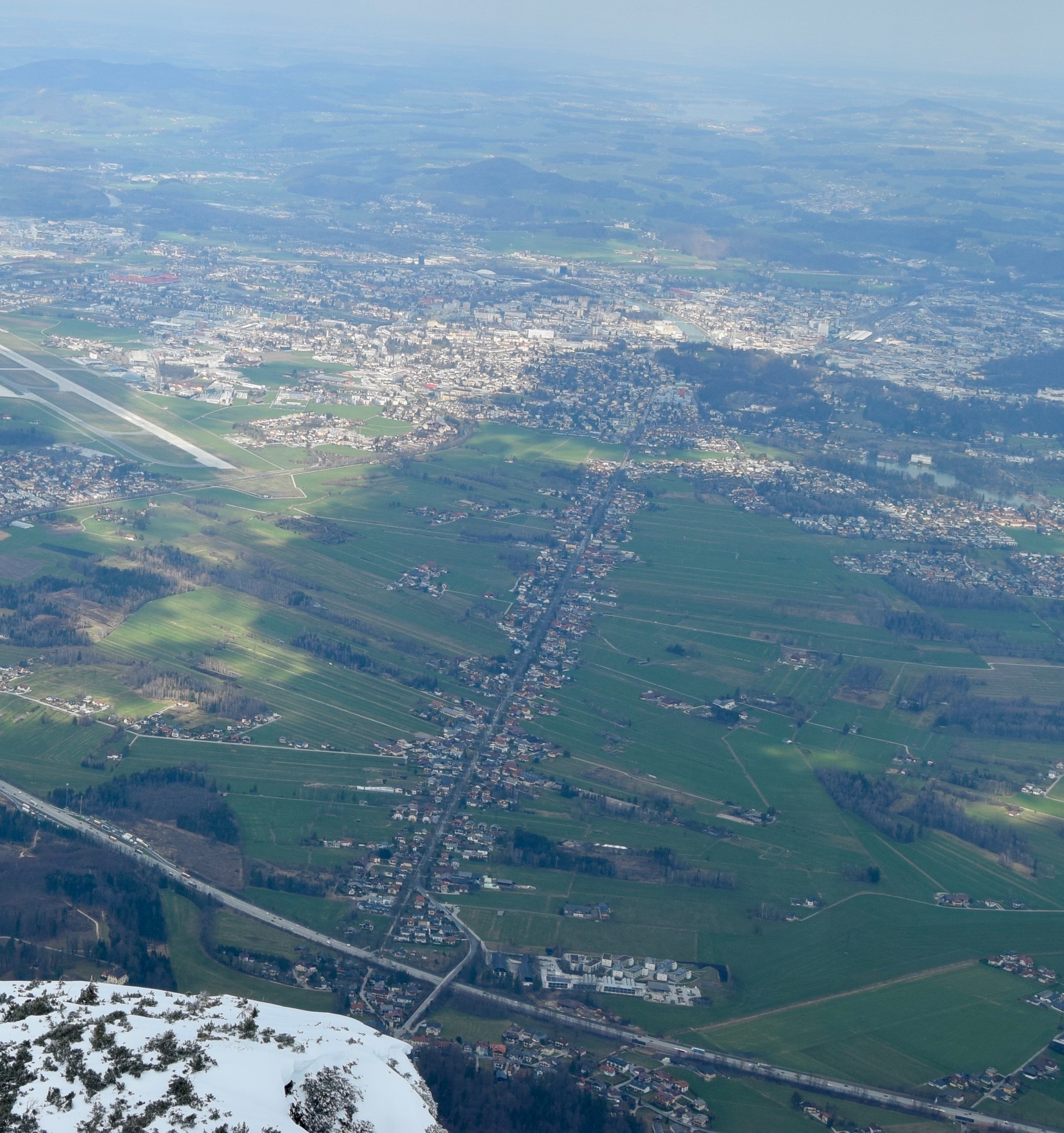
Verlauf der Moosstraße vom Untersberg gesehen

Die 5,5 km lange und rund 4 Meter breite Moosstraße beginnt westlich des Rainbergs an der Neutorstraße im Stadtteil Riedenburg und führt von dort geradlinig Richtung Süden durch den Stadtteil Leopoldskron-Moos bis Glanegg, einem Ortsteil der Umlandgemeinde Grödig, wo sie die Tauernautobahn (A10) überbrückt. Von dort gibt es kurze Verbindung zum Ortsteil Fürstenbrunn.
Die Straße umgibt links und rechts ein je etwa achtzig bis hundert Meter breiter Baulandstreifen, der den wesentlichen Besiedlungsraum von Leopoldskron-Moos darstellt, der überwiegende Rest des Stadtteils ist Naturschutzgebiet. Der Siedlungsraum wird Richtung stadteinwärts in Unter-, Mitter- und Obermoos gegliedert.
Die Moosstraße ist seit Bestehen die einzige durchgehende Verbindung durch Leopoldskron-Moos und die längste geradlinig verlaufende Straße im Bundesland Salzburg. Zur Gänze wird die Moosstraße derzeit befahren von der städtischen Buslinie 21 sowie im inneren Bereich zusätzlich von der Linie 22.

## Geschichte und Bedeutung

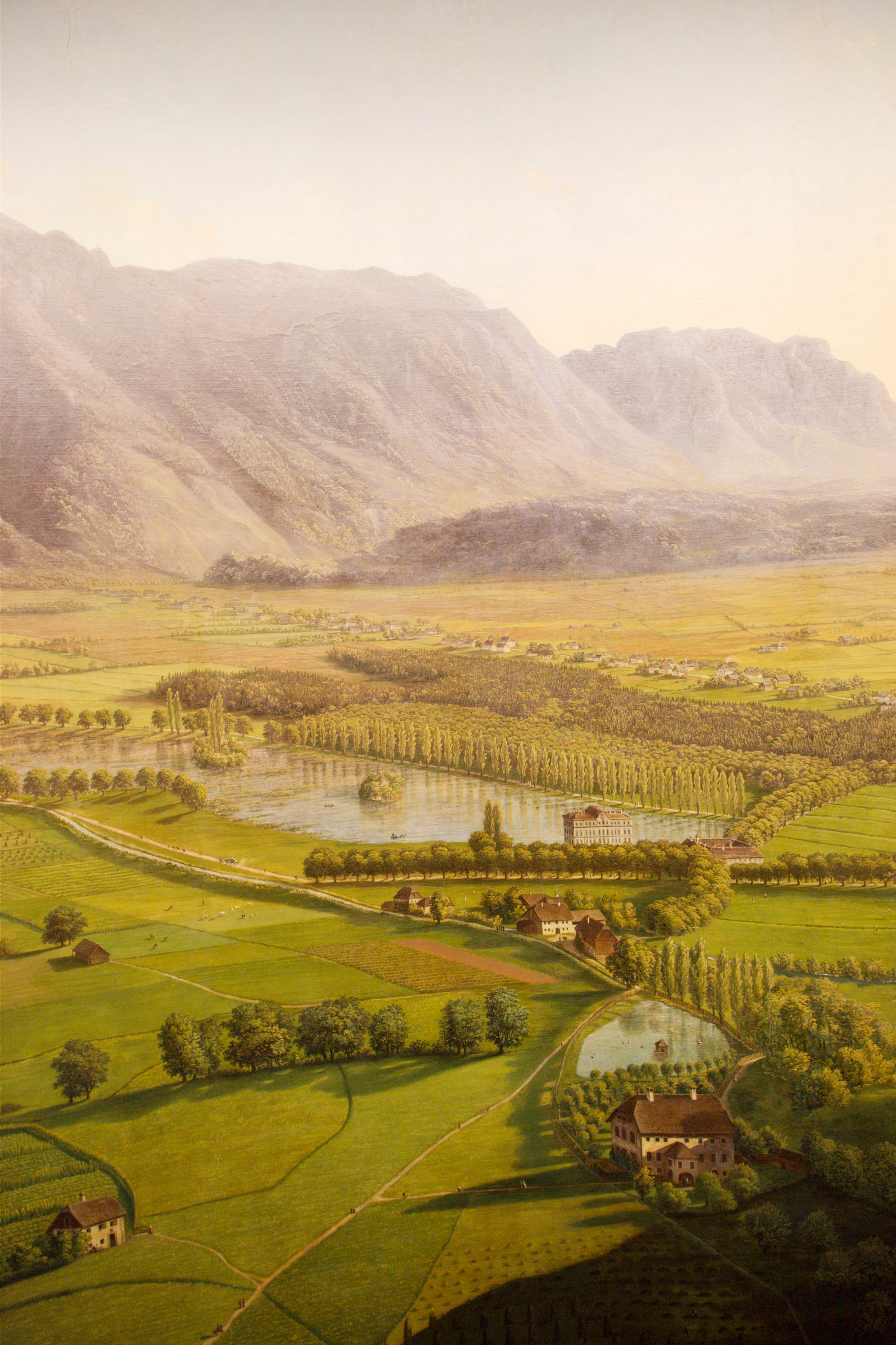
Weiher Leopoldskron auf dem Sattler-Panorama von 1829; auf dem Bild oberhalb der Waldfläche die Moosstraße mit den damaligen Ansiedlungen

Das Leopoldskroner Moos südlich des Siedlungsraums Riedenburg war bis zum Beginn des 18. Jahrhunderts unkultiviertes Moorgebiet. 1709 wurde ein erster geradliniger Entwässerungsgraben angelegt. In den 1730er Jahren kam dann im Abstand von 18 Fuß ein zweiter Graben hinzu, der 1740 bis Glanegg fertiggestellt war. In der Mitte wurde ein Knüppelweg angelegt, der auf einer Karte desselben Jahres als Fürstenweg verzeichnet ist. Die Namensgebung bezieht sich auf Fürsterzbischof Leopold Anton von Firmian, der die planmäßige Kultivierung des Moorgebiets veranlasst hatte. Der gerade im äußeren Bereich ab dem heutigen Mittermoos nur sehr schlecht zu begehende Weg diente als erstes unter anderem den sog. Wasserreitern, welche von der Quelle in Glanegg Wasser in das kurz zuvor ebenfalls von Firmian errichtete und heute zum Stadtteil Riedenburg gehörende Schloss Leopoldskron brachten.
Nach Fertigstellung des Neutors durch den Mönchsberg im Jahr 1766 wurde Riedenburg von der Stadt Salzburg besser erreichbar. In der Folge entstanden am Beginn der Moosstraße einige von Salzburger Bürgern errichtete Gutshöfe, die heute größtenteils nicht mehr existieren. Anton Moll, der Besitzer eines dieser Anwesen, stellte 1802 ein Ansuchen an die fürsterzbischöfliche Verwaltung um die Herstellung des Fürstenwegs als eine befestigte Fahrstraße. Diese Befestigung wurde in den Jahren 1805–1807 von der Verwaltung des nunmehrigen Kurfürstentums Salzburg unter der Bauleitung von Joseph Ernst von Koch-Sternfeld durchgeführt. In der Folge war einerseits ein Anstieg der Bautätigkeit entlang der Straße, andererseits auch eine beträchtliche Erhöhung der Grundstückspreise zu verzeichnen. 1806 gab es im gesamten Leopoldskron 40 nummerierte Häuser, zwei Jahre später waren es bereits 62.
Aufzeichnungen von Koch-Sternfeld bezeugen für die Befestigung der Straße Baukosten von 17.840 Gulden. Eine Schwierigkeit bei der Anlage des Weges war stets der wasserreiche Untergrund, der auch späterhin als Problem galt wie etwa hinsichtlich des Baus einer Wasserleitung vom Untersberg in die Stadt Salzburg entlang der Moosstraße zu Beginn der 1870er Jahre.
Im Laufe der folgenden Jahrzehnte erhielt die Ansiedlung entlang des Fürstenwegs zunehmende Bedeutung. 1833 wurde die bis dahin im Schloss Leopoldskron untergebrachte Schule an die Moosstraße 63 verlegt. Mit Gründung der eigenständigen politischen Gemeinde Leopoldskronmoos 1850, mit der die Bildung einer eigenen Pfarre einherging, wurde in Mittermoos in den 1850er Jahren an der Straße die Pfarrkirche Maria-Hilf errichtet.
In der ersten Hälfte des 19. Jahrhunderts war in der Gegend die Entstehung einer Badekultur zu verzeichnen. Am Fürstenweg entstanden mehrere Badeanstalten, die unterschiedliche Arten von Kur- und Heilbädern mit dem Moor aus der umliegenden Gegend anboten. Die bedeutendsten waren das ebenfalls in Mittermoos errichtete Marienbad, das bevorzugt Wohlhabendere als Klientel verzeichnete, und das weiter entfernte Ludwigs-Bad. Beide hatten für Badegäste mehrmals täglich Fahrten in die Stadt Salzburg in „Gesellschaftswagen“ oder „Omnibussen“ im Angebot. Die Badekultur nahm noch gegen die Wende zum 20. Jahrhundert ihr Ende. Nur diese zwei Bäder existierten länger: das Ludwigsbad bis 1930 und das Marienbad bis 1980.
Die Gemeinde Leopldskronmoos parzellierte 1856 die Böschungen beiderseits der Straße, da sie deren Grundstücksflächen den Anrainern zur Benutzung überließ. Diese konnten dort Gras mähen und die Böschungen als Ablageflächen benutzen. Im Gegenzug hatten sie die Pflicht, entlang der Straße Bäume (zur Eigennutzung) zu pflanzen und in ihrem jeweiligen Abschnitt auf den Erhalt der Straße zu achten, was jedoch sehr unterschiedlich befolgt wurde. Im Zuge eines Rechtsstreits stellte sich 1874 das Überlassen der Böschungsflächen an Anrainer als rechtswidrig heraus und die Regelung wurde aufgehoben.
Die amtliche Umbenennung des Fürstenwegs in Moosstraße erfolgte 1873.
1894 wurde der Plan veröffentlicht, entlang der Straße eine Pferdebahn von Riedenburg nach Fürstenbrunn zu errichten, die das Stadtgebiet mit dem schon damals bei Ausflüglern beliebten Leopoldskroner Weiher sowie die Moorbäder und die Siedlungen entlang des Fußes des Untersbergs verbinden würde. Der Plan wurde jedoch nie umgesetzt.
1902 wurde anlässlich der 100-Jahr-Feier der Vollendung der Moosstraße die Fahrbahn generalsaniert. Die Gemeinde Leopoldskronmoos suchte bei dieser Gelegenheit beim Land Salzburg um finanzielle Unterstützung für den Bau eines begleitenden Fußwegs an, was abgelehnt wurde.
Trotz Modernisierung verschlimmerte sich der Zustand der Moosstraße durch den aufkommenden motorisierten Verkehr. Diesbezügliche Auseinandersetzungen gab es Anfang der 1920er Jahre mit der Mayr-Melnhofschen Forstverwaltung, die mit ihren Lastkraftwagen die Straße stark in Mitleidenschaft zog. Im Zuge des folgenden Rechtsstreits suchte die Gemeinde beim Land Salzburg an, für die Benutzung der Straße eine Maut einheben zu dürfen. Daraufhin war die Moosstraße von Februar 1925 bis Mai 1931 eine Mautstraße.
Mit 1. Jänner 1939 wurde Leopoldskronmoos nach Salzburg eingemeindet, und seither ist, da eine Gemeindestraße, die Stadt Salzburg für die Erhaltung der Moosstraße zuständig. In den 1950er Jahren wurde die Straße asphaltiert und in den 1960er Jahren sukzessive mit einer Straßenbeleuchtung ausgestattet. Als letzte große Neuerung wurde 1974/75 unmittelbar neben der Straße der schon früher gewünschte Fahrstreifen für Radfahrer und Fußgänger angelegt.
Von 1952 bis 1981 befand sich in der Moosstraße ein Rundfunksender.
Gemessen am heutigen Verkehrsaufkommen entspricht die Moosstraße nur noch knapp den Anforderungen; der begleitende Fahrstreifen für Radfahrer und Fußgänger wird als unzureichend eingeschätzt.

## Natur

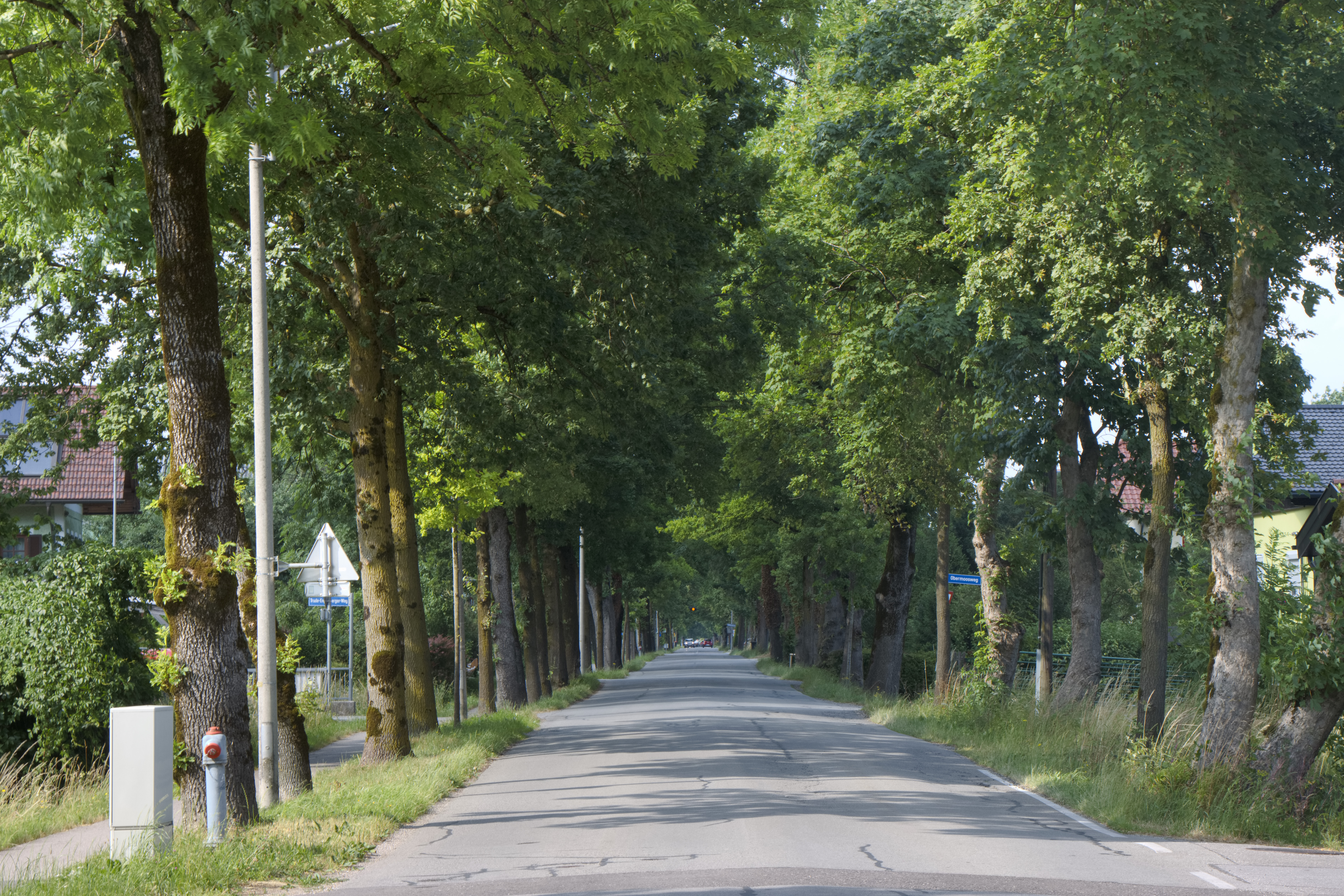
Allee im Bereich Untermoos stadteinwärts

Entlang der Moosstraße sind Bäume gesetzt. Die ersten Bepflanzungen stammen vermutlich aus der Zeit, als die Straße angelegt wurde. Nahezu der gesamte Straßenzug bildet damit eine Allee. Der Baumbestand setzt sich zusammen aus Edelesche, Moor-Birke, Robinie, Winterlinde, Stieleiche und Berg-Ahorn. 1986 wurde die Allee in Form eines geschützten Landschaftsteils mit der Fläche von 8,67 ha unter der Nummer GLT00051 unter Schutz gestellt. Als schutzwürdig gilt die Allee dabei besonders hinsichtlich der Landschaftsästhektik und ihres kulturgeschichtlichen Werts. Zum geschützten Bereich zählen auch mehrere Biotope.